# هیچم آچفای
هیچم آچفای (انگلیسی: Hicham Acheffay؛ زادهٔ ۱۰ اوت ۲۰۰۰) بازیکن فوتبال اهل هلند است که  در پست مهاجم در لیگ دسته اول فوتبال هلند برای باشگاه دن بوس بازی می‌کند.